# Грязново
Грязно́во (рос. Грязново) — село у складі Тюменцевського району Алтайського краю, Росія. Адміністративний центр та єдиний населений пункт Грязновської сільської ради.

## Населення
Населення — 479 осіб (2010; 587 у 2002).
Національний склад (станом на 2002 рік):
- росіяни — 92 %